# 大阪師管区
大阪師管区（おおさかしかんく）は、1945年4月1日に、日本陸軍が徴兵などの軍事行政と地域防衛のために全国を区分けして設けた師管区の一つである。大阪府・奈良県・和歌山県・兵庫県を範囲とした。京都師管区などとともに中部軍管区の下にあった。区内は大阪連隊区・奈良連隊区・和歌山連隊区・神戸連隊区に分けられた。大阪師管区司令部が管轄し、大阪師管区部隊が置かれた。同年の敗戦後もしばらく続き、1946年3月31日に廃止になった。

## 概要
師管区は従来の師管を改称したもので、地域防衛の担当地域であると同時に、徴兵・補充の単位となる地域でもある。大阪師管区の前身は大阪師管で、区域の変更はない。大阪師管は留守第4師団が管轄しており、その司令部を改称して大阪師管区司令部とした。留守師団の補充隊はいったん復帰（解散）し、あらたに師管区部隊の補充隊を編成する形式をとった。
中部軍管区・大阪師管区は、防衛に関して三重県の南端にあたる南牟婁郡も担任地域にした。防衛以外については東海軍管区・名古屋師管区の管轄である。

## 師管区部隊
師管区司令官
- 渡辺正夫 予備役陸軍中将：1945年（昭和20年）4月1日 - 12月1日

師管区参謀長
- 釘宮真石 大佐：1945年4月1日 - 1945年7月3日
- 原田貞三郎 大佐：1945年7月3日 -

師管区兵務部長
- 古思了 予備役陸軍少将：1945年3月31日 -